# Ivan Ćurković
Ivan Ćurković (Mostar, 15 marzo 1944) è un ex calciatore, allenatore di calcio e dirigente sportivo serbo, fino al 1992 jugoslavo. Giocava nel ruolo di portiere.

## Carriera
Curkovic ha militato in patria nel Velež Mostar e nel Partizan; si è poi trasferito in Francia al Saint-Étienne, giocando con Michel Platini e arrivando a disputare la finale della Coppa dei Campioni 1975-1976.
Ritiratosi dal calcio giocato, ha iniziato la carriera dirigenziale. Dal 1989 al 2006 è stato presidente del Partizan, e dal 2006 al 2009 vicepresidente della Federazione calcistica della Serbia, di cui era stato vice presidente nel biennio 2005-2006.
Nel 2001 ha brevemente allenato la Serbia, insieme con Dejan Savićević e Vujadin Boškov.

## Palmarès
- Campionati della RSF di Jugoslavia: 1

Partizan Belgrado: 1964-1965
- Ligue 1: 4

Saint-Étienne: 1973-1974, 1974-1975, 1975-1976, 1980-1981
- Coppa di Francia: 3

Saint-Étienne: 1973-1974, 1974-1975, 1976-1977